# Tchadia Airlines
Tchadia Airlines era la compagnia aerea di bandiera del Ciad, il suo hub principale era situato presso l'Aeroporto di N'Djamena-Hassan Djamous. La compagnia fu fondata nel 2018 e cessò le operazioni nel 2022.

## Storia
Nell'agosto 2018, fu annunciato che il governo del Ciad aveva firmato un accordo con Ethiopian Airlines per lanciare il nuovo vettore nazionale il 1º ottobre 2018. Fu inoltre annunciato che la compagnia si sarebbe chiamata Tchadia Airlines e avrebbe iniziato le operazioni utilizzando una flotta di 2 Bombardier Dash 8 Q400 trasferiti dall'Etiopia e avrebbe inizialmente servito le quattro città principali del Ciad e dei paesi limitrofi.
Dopo tre anni consecutivi di perdite finanziarie, la compagnia aerea andò in liquidazione nell'agosto 2022.

## Destinazioni
Al momento della chiusura, Tchadia Airlines operava verso le seguenti destinazioni, tutte situate in Africa:
- Camerun (Douala)
- Repubblica Centrafricana (Bangui)
- Ciad (Abéché, Faya Largeau, Moundou, N'Djamena e Sarh)
- Niger (Niamey)
- Nigeria (Kano)
- Sudan (Khartum)

## Flotta
Al momento della chiusura, la flotta di Tchadia Airlines era composta dai seguenti aeromobili:
| Aereo                  | Totale | Ordini | Passeggeri | Note |
| ---------------------- | ------ | ------ | ---------- | ---- |
| Bombardier Dash 8 Q400 | 2      | -      | 67         |      |